# Grand Prix Velké Británie 2014
Grand Prix Velké Británie 2014 (oficiálně 2014 Formula 1 Santander British Grand Prix) se jela na okruhu Silverstone v Northamptonshire ve Velké Británii dne 6. července 2014. Závod byl devátým v pořadí v sezóně 2014 šampionátu Formule 1.

## Kvalifikace
| Poř.                       | No. | Jezdec            | Konstruktér             | Časy v kvalifikaci | Časy v kvalifikaci | Časy v kvalifikaci | Pořadí na startu |
| Poř.                       | No. | Jezdec            | Konstruktér             | Q1                 | Q2                 | Q3                 | Pořadí na startu |
| -------------------------- | --- | ----------------- | ----------------------- | ------------------ | ------------------ | ------------------ | ---------------- |
| 1                          | 6   | Nico Rosberg      | Mercedes                | 1:40.380           | 1:35.179           | 1:35.766           | 1                |
| 2                          | 1   | Sebastian Vettel  | Red Bull Racing-Renault | 1:45.086           | 1:36.410           | 1:37.386           | 2                |
| 3                          | 22  | Jenson Button     | McLaren-Mercedes        | 1:44.425           | 1:36.579           | 1:38.200           | 3                |
| 4                          | 27  | Nico Hülkenberg   | Force India-Mercedes    | 1:41.271           | 1:37.112           | 1:38.329           | 4                |
| 5                          | 20  | Kevin Magnussen   | McLaren-Mercedes        | 1:42.507           | 1:37.370           | 1:38.417           | 5                |
| 6                          | 44  | Lewis Hamilton    | Mercedes                | 1:41.058           | 1:34.870           | 1:39.232           | 6                |
| 7                          | 11  | Sergio Pérez      | Force India-Mercedes    | 1:42.146           | 1:37.350           | 1:40.457           | 7                |
| 8                          | 3   | Daniel Ricciardo  | Red Bull Racing-Renault | 1:44.710           | 1:38.166           | 1:40.606           | 8                |
| 9                          | 26  | Daniil Kvjat      | Toro Rosso-Renault      | 1:41.032           | 1:36.813           | 1:40.707           | 9                |
| 10                         | 25  | Jean-Éric Vergne  | Toro Rosso-Renault      | 1:43.040           | 1:37.800           | 1:40.855           | 10               |
| 11                         | 8   | Romain Grosjean   | Lotus-Renault           | 1:43.121           | 1:38.496           |                    | 11               |
| 12                         | 17  | Jules Bianchi     | Marussia-Ferrari        | 1:41.169           | 1:38.709           |                    | 12               |
| 13                         | 4   | Max Chilton       | Marussia-Ferrari        | 1:42.082           | 1:39.800           |                    | 17               |
| 14                         | 21  | Esteban Gutiérrez | Sauber-Ferrari          | 1:43.285           | 1:40.912           |                    | 19               |
| EX                         | 13  | Pastor Maldonado  | Lotus-Renault           | 1:43.892           | 1:44.018           |                    | 20               |
| 16                         | 99  | Adrian Sutil      | Sauber-Ferrari          | 1:42.603           | Bez času           |                    | 13               |
| 17                         | 77  | Valtteri Bottas   | Williams-Mercedes       | 1:45.318           |                    |                    | 14               |
| 18                         | 19  | Felipe Massa      | Williams-Mercedes       | 1:45.695           |                    |                    | 15               |
| 19                         | 14  | Fernando Alonso   | Ferrari                 | 1:45.935           |                    |                    | 16               |
| 20                         | 7   | Kimi Räikkönen    | Ferrari                 | 1:46.684           |                    |                    | 18               |
| 107% času vítěze: 1:47.406 |     |                   |                         |                    |                    |                    |                  |
| —                          | 9   | Marcus Ericsson   | Caterham-Renault        | 1:49.421           |                    |                    | 21               |
| —                          | 10  | Kamui Kobajaši    | Caterham-Renault        | 1:49.625           |                    |                    | 22               |
| Zdroj:                     |     |                   |                         |                    |                    |                    |                  |

Poznámky
1. ↑  Max Chilton obdržel trest posunu o 5 míst vzad za neplánovanou výměnu převodovky.
2. ↑  Esteban Gutiérrez obdržel trest posunu o 15 míst vzad - 10 míst za nebezpečné vypuštění z boxů během předchozího závodu a 5 míst za neplánovanou výměnu převodovky.
3. ↑  Pastor Maldonado byl vyloučen z výsledků pro porušení pravidel tím, že neměl dostatek paliva k návratu do boxů a byl přesunut do zadní části startovního pole.
4. 1 2  Marcus Ericsson a Kamui Kobajaši nezaznamenali čas, kterým by se kvalifikovali ve 107 % času vítěze. Start jim byl povolen sportovními komisaři.

## Závod
| Poř.   | No. | Jezdec            | Konstruktér             | Počet kol | Čas/Odstoupení      | Pořadí na startu | Body |
| ------ | --- | ----------------- | ----------------------- | --------- | ------------------- | ---------------- | ---- |
| 1      | 44  | Lewis Hamilton    | Mercedes                | 52        | 2:26:52.094         | 6                | 25   |
| 2      | 77  | Valtteri Bottas   | Williams-Mercedes       | 52        | +30.135             | 14               | 18   |
| 3      | 3   | Daniel Ricciardo  | Red Bull Racing-Renault | 52        | +46.495             | 8                | 15   |
| 4      | 22  | Jenson Button     | McLaren-Mercedes        | 52        | +47.390             | 3                | 12   |
| 5      | 1   | Sebastian Vettel  | Red Bull Racing-Renault | 52        | +53.864             | 2                | 10   |
| 6      | 14  | Fernando Alonso   | Ferrari                 | 52        | +59.946             | 16               | 8    |
| 7      | 20  | Kevin Magnussen   | McLaren-Mercedes        | 52        | +1:02.563           | 5                | 6    |
| 8      | 27  | Nico Hülkenberg   | Force India-Mercedes    | 52        | +1:28.692           | 4                | 4    |
| 9      | 26  | Daniil Kvjat      | Toro Rosso-Renault      | 52        | +1:29.340           | 9                | 2    |
| 10     | 25  | Jean-Éric Vergne  | Toro Rosso-Renault      | 51        | +1 kolo             | 10               | 1    |
| 11     | 11  | Sergio Pérez      | Force India-Mercedes    | 51        | +1 kolo             | 7                |      |
| 12     | 8   | Romain Grosjean   | Lotus-Renault           | 51        | +1 kolo             | 11               |      |
| 13     | 99  | Adrian Sutil      | Sauber-Ferrari          | 51        | +1 kolo             | 13               |      |
| 14     | 17  | Jules Bianchi     | Marussia-Ferrari        | 51        | +1 kolo             | 12               |      |
| 15     | 10  | Kamui Kobajaši    | Caterham-Renault        | 50        | +2 kola             | 22               |      |
| 16     | 4   | Max Chilton       | Marussia-Ferrari        | 50        | +2 kola             | 17               |      |
| 17     | 13  | Pastor Maldonado  | Lotus-Renault           | 49        | Výfuk               | 20               |      |
| Ret    | 6   | Nico Rosberg      | Mercedes                | 28        | Převodovka          | 1                |      |
| Ret    | 9   | Marcus Ericsson   | Caterham-Renault        | 11        | Zavěšení            | 21               |      |
| Ret    | 21  | Esteban Gutiérrez | Sauber-Ferrari          | 9         | Poškození po kolizi | 19               |      |
| Ret    | 19  | Felipe Massa      | Williams-Mercedes       | 0         | Poškození po kolizi | 15               |      |
| Ret    | 7   | Kimi Räikkönen    | Ferrari                 | 0         | Nehoda              | 18               |      |
| Zdroj: |     |                   |                         |           |                     |                  |      |

## Průběžné pořadí po závodě
Pohár jezdců
|   | Pořadí | Jezdec           | Body |
| - | ------ | ---------------- | ---- |
|   | 1      | Nico Rosberg     | 165  |
|   | 2      | Lewis Hamilton   | 161  |
|   | 3      | Daniel Ricciardo | 98   |
|   | 4      | Fernando Alonso  | 87   |
| 1 | 5      | Valtteri Bottas  | 73   |

Pohár konstruktérů
|   | Pořadí | Konstruktér             | Body |
| - | ------ | ----------------------- | ---- |
|   | 1      | Mercedes                | 326  |
|   | 2      | Red Bull Racing-Renault | 168  |
|   | 3      | Ferrari                 | 106  |
| 1 | 4      | Williams-Mercedes       | 103  |
| 1 | 5      | Force India-Mercedes    | 91   |